# 独立国家共同体・在外同胞・国際人道協力局
独立国家共同体・在外同胞・国際人道協力局（ロシア語: Федеральное агентство по делам Содружества Независимых Государств, соотечественников, проживающих за рубежом, и по международному гуманитарному сотрудничеству）はロシア連邦交流庁（ロシア語: Россотрудничество）としても知られるロシア外務省所管の行政機関。主に民間の対外援助および文化交流を担当している。
この機関は独立国家共同体におけるロシアの影響力維持と海外におけるロシアの政治的および経済的進歩のための友好的な関係を育むことを目的として、2008年9月6日にロシア大統領ドミートリー・メドヴェージェフによって署名された大統領令によって前身の政府機関から発展して組織された。
経済協力開発機構の推定によると、ロシアからの2019年の政府開発援助は12億USドルに増加した。

## 日本との関わり
日本政府とロシア政府で結ばれた協定に基き文化センターを設置した。同協定における日本側のカウンターパートは国際交流基金。